# Anna van der Breggen
Anna van der Breggen (Zwolle, 18 de abril de 1990) es una ciclista neerlandesa.
Debutó como profesional en 2009 y tras recalificarse amateur durante 2 años definitivamente en 2011 se consolidó en el profesionalismo. A pesar de ello, anteriormente ya había disputado carreras importantes como el Giro de Italia Femenino con la selección de los Países Bajos pero con discretos resultados. En 2021 consiguió diez victorias antes de retirarse.
En 2024 se anunció su vuelta al ciclismo profesional para las dos siguientes temporadas, corriendo en el equipo Team SD Worx-Protime, en el que desarrollaba labores de directora de equipo.

## Palmarés

### Carretera
2012
- Tour de Bretaña femenino, más 3 etapas
- 1 etapa del Tour Féminin en Limousin
- Campeonato Europeo Contrarreloj sub-23
- 1 etapa del Trophée d'Or Féminin

2014
- Dwars door de Westhoek
- Festival Elsy Jacobs, más 1 etapa
- 3.ª en el Giro de Italia Femenino
- Ladies Tour of Norway, más 1 etapa
- 1 etapa del Lotto-Belisol Belgium Tour

2015
- Omloop Het Nieuwsblad
- 2 etapas del Energiewacht Tour
- Flecha Valona
- Festival Elsy Jacobs, más 1 etapa
- 3.ª en los Juegos Europeos en Ruta
- Campeonato de los Países Bajos Contrarreloj
- Giro de Italia Femenino , más 1 etapa
- La Course by Le Tour de France
- 1 etapa del Lotto Belgium Tour
- 2.ª en la Copa del Mundo
- 2.ª en el Campeonato Mundial Contrarreloj
- 2.ª en el Campeonato Mundial en Ruta
- Ranking UCI

2016
- Salverda Omloop van de IJsseldelta
- Flecha Valona
- 3.ª en el Giro de Italia Femenino
- Juegos Olímpicos en Ruta
- 3.ª en los Juegos Olímpicos Contrarreloj
- 2.ª en el Campeonato Europeo Contrarreloj
- Campeonato Europeo en Ruta

2017
- Amstel Gold Race
- Flecha Valona
- Lieja-Bastoña-Lieja
- Tour de California
- 3.ª en el Campeonato de los Países Bajos Contrarreloj
- Giro de Italia Femenino
- 3.ª en el Campeonato Europeo Contrarreloj
- 1 etapa del Boels Rental Ladies Tour
- 2.ª en el Campeonato Mundial Contrarreloj
- UCI WorldTour Femenino

2018
- Strade Bianche
- Tour de Flandes
- 1 etapa del Healthy Ageing Tour
- Flecha Valona
- Lieja-Bastoña-Lieja
- Durango-Durango Emakumeen Saria
- 2.ª en el Campeonato de los Países Bajos Contrarreloj
- 2.ª en el Campeonato Europeo Contrarreloj
- 2.ª en el Campeonato Mundial Contrarreloj
- Campeonato Mundial en Ruta

2019
- Flecha Valona
- Tour de California, más 1 etapa
- 3.ª en el Campeonato de los Países Bajos Contrarreloj
- 2.ª en el Giro de Italia Femenino, más 1 etapa
- Gran Premio de Plouay
- 2.ª en el Campeonato Mundial Contrarreloj
- 2.ª en el Campeonato Mundial en Ruta

2020
- Setmana Ciclista Valenciana, más 1 etapa
- Campeonato de los Países Bajos en Ruta
- Campeonato Europeo Contrarreloj
- Giro de Italia Femenino
- Campeonato Mundial Contrarreloj
- Campeonato Mundial en Ruta
- Flecha Valona
- UCI World Ranking

2021
- Omloop Het Nieuwsblad
- Flecha Valona
- Gran Premio Ciudad de Éibar
- Durango-Durango Emakumeen Saria
- Vuelta a Burgos Féminas, más 1 etapa
- Campeonato de los Países Bajos Contrarreloj
- Giro de Italia Femenino , más 2 etapas y clasificación por puntos
- 3.ª en los Juegos Olímpicos Contrarreloj

2025
- 3.ª en la Vuelta a España, más 1 etapa

### Ciclismo de montaña
2017
- Costa Blanca Bike Race (haciendo pareja con Margot Moschetti)

## Resultados
Durante su carrera deportiva ha conseguido los siguientes puestos en las Grandes Vueltas femeninas y en los Campeonatos del Mundo en carretera:

### Grandes Vueltas
| Carrera | Carrera         | 2009 | 2010 | 2011 | 2012 | 2013 | 2014 | 2015 | 2016 | 2017 | 2018 | 2019 | 2020 | 2021 | 2025 |
| ------- | --------------- | ---- | ---- | ---- | ---- | ---- | ---- | ---- | ---- | ---- | ---- | ---- | ---- | ---- | ---- |
|         | Giro de Italia  | Ab.  | 43.ª | 89.ª | 22.ª | 18.ª | 3.ª  | 1.ª  | 3.ª  | 1.ª  | —    | 2.ª  | 1.ª  | 1.ª  | 6.ª  |
|         | Tour de l'Aude  | —    | —    | X    | X    | X    | X    | X    | X    | X    | X    | X    | X    | X    | X    |
|         | Tour de Francia | —    | X    | X    | X    | X    | X    | X    | X    | X    | X    | X    | X    | X    | 11.ª |
|         | Vuelta a España | X    | X    | X    | X    | X    | X    | —    | —    | —    | —    | —    | —    | 58.ª | 3.ª  |

—: no participa

Ab.: abandono

X: ediciones no celebradas

La Vuelta a España Femenina conocida como Challenge by La Vuelta de 2015 a 2022.

### Campeonatos y JJ. OO.
| Carrera            | Especialidad | 2009         | 2010         | 2011         | 2012         | 2013         | 2014         | 2015         | 2016         | 2017         | 2018         | 2019         | 2020         | 2021         | 2025         |
| ------------------ | ------------ | ------------ | ------------ | ------------ | ------------ | ------------ | ------------ | ------------ | ------------ | ------------ | ------------ | ------------ | ------------ | ------------ | ------------ |
| Juegos Olímpicos   | Ruta         | No disputado | No disputado | No disputado | —            | No disputado | No disputado | No disputado | 1.ª          | No disputado | No disputado | No disputado | No disputado | 15.ª         | ND           |
| Juegos Olímpicos   | Contrarreloj | No disputado | No disputado | No disputado | —            | No disputado | No disputado | No disputado | 3.ª          | No disputado | No disputado | No disputado | No disputado | 3.ª          | ND           |
| Campeonato Mundial | Ruta         | —            | —            | —            | 5.ª          | 4.ª          | —            | 2.ª          | 87.ª         | 8.ª          | 1.ª          | 2.ª          | 1.ª          | 89.ª         |              |
| Campeonato Mundial | Contrarreloj | —            | —            | —            | 11.ª         | —            | —            | 2.ª          | 13.ª         | 2.ª          | 2.ª          | 2.ª          | 1.ª          | —            |              |
| Campeonato Europeo | Ruta         | X            | X            | X            | X            | X            | X            | X            | 1.ª          | 69.ª         | 8.ª          | —            | 21.ª         | —            |              |
| Campeonato Europeo | Contrarreloj | X            | X            | X            | X            | X            | X            | X            | 2.ª          | 3.ª          | 2.ª          | —            | 1.ª          | —            |              |
| Juegos Europeos    | Ruta         | No disputado | No disputado | No disputado | No disputado | No disputado | No disputado | 3.ª          | No disputado | No disputado | No disputado | 55.ª         | No disputado | No disputado | No disputado |
| Juegos Europeos    | Contrarreloj | No disputado | No disputado | No disputado | No disputado | No disputado | No disputado | —            | No disputado | No disputado | No disputado | —            | No disputado | No disputado | No disputado |
| Países Bajos       | Ruta         | 20.ª         | 22.ª         | 66.ª         | 7.ª          | Ab.          | 42.ª         | 21.ª         | 58.ª         | 8.ª          | 8.ª          | 12.ª         | 1.ª          | 40.ª         | —            |
| Países Bajos       | Contrarreloj | —            | —            | —            | 5.ª          | —            | 5.ª          | 1.ª          | Ab.          | 3.ª          | 2.ª          | 3.ª          | X            | 1.ª          | —            |

—: No participa

Ab.: Abandona

X: No se disputó

## Equipos
- Team Flexpoint (2009)
- Sengers Ladies Cycling Team (2012-2013)
- Rabo Liv Women Cycling Team (2014-2016)
- Boels-Dolmans/SD Worx (2017-2021, 2025-)
  - Boels-Dolmans Cycling Team (2017-2020)
  - Team SD Worx (2021)
  - Team SD Worx-Protime (2025-)